# 山ノ内町立北小学校
山ノ内町立北小学校（やまのうちちょうりつきたしょうがっこう）は、かつて長野県下高井郡山ノ内町にあった町立小学校。
近隣の小学校と同様にクロスカントリースキーが盛んであった。
2016年度（平成28年度）末で西小学校と統合となり、139年の歴史に幕を閉じた。